# Communauté de communes Les Vals du Dauphiné
Die Communauté de communes Les Vals du Dauphiné ist ein französischer Gemeindeverband mit der Rechtsform einer Communauté de communes im Département Isère in der Region Auvergne-Rhône-Alpes. Sie wurde am 10. November 2016 gegründet und umfasst 36 Gemeinden (Stand: 1. Januar 2019). Der Sitz der Verwaltung befindet sich im Ort La Tour-du-Pin.

## Historische Entwicklung
Der Gemeindeverband entstand mit Wirkung vom 1. Januar 2017 durch die Fusion der Vorgängerorganisationen
- Communauté de communes Bourbre-Tisserands,
- Communauté de communes Les Vallons du Guiers,
- Communauté de communes de la Vallée de l’Hien und
- Communauté de communes Les Vallons de la Tour.

Mit Wirkung vom 1. Januar 2019 gingen die ehemaligen Gemeinden Virieu und Panissage in die Commune nouvelle Val-de-Virieu auf. Dadurch verringerte sich die Anzahl der Mitgliedsgemeinden auf 36.

## Mitgliedsgemeinden
| Gemeinde                                    | Einwohner 1. Januar 2022 | Fläche km² | Dichte Einw./km² | Code INSEE | Postleitzahl |
| ------------------------------------------- | ------------------------ | ---------- | ---------------- | ---------- | ------------ |
| Aoste                                       | 2.869                    | 9,82       | 292              | 38012      | 38490        |
| Belmont                                     | 624                      | 6,51       | 96               | 38038      | 38690        |
| Biol                                        | 1.536                    | 15,51      | 99               | 38044      | 38690        |
| Blandin                                     | 156                      | 4,26       | 37               | 38047      | 38730        |
| Cessieu                                     | 3.257                    | 14,35      | 227              | 38064      | 38110        |
| Chassignieu                                 | 226                      | 5,17       | 44               | 38089      | 38730        |
| Chélieu                                     | 739                      | 10,13      | 73               | 38098      | 38730        |
| Chimilin                                    | 1.396                    | 9,66       | 145              | 38104      | 38490        |
| Doissin                                     | 879                      | 8,45       | 104              | 38147      | 38730        |
| Dolomieu                                    | 3.188                    | 13,32      | 239              | 38148      | 38110        |
| Faverges-de-la-Tour                         | 1.482                    | 7,67       | 193              | 38162      | 38110        |
| Granieu                                     | 516                      | 3,73       | 138              | 38183      | 38490        |
| La Bâtie-Montgascon                         | 2.025                    | 8,43       | 240              | 38029      | 38110        |
| La Chapelle-de-la-Tour                      | 1.936                    | 9,04       | 214              | 38076      | 38110        |
| La Tour-du-Pin                              | 8.123                    | 4,77       | 1.703            | 38509      | 38110        |
| Le Passage                                  | 972                      | 6,68       | 146              | 38296      | 38490        |
| Le Pont-de-Beauvoisin                       | 3.582                    | 7,36       | 487              | 38315      | 38480        |
| Les Abrets en Dauphiné                      | 6.713                    | 27,41      | 245              | 38001      | 38490        |
| Montagnieu                                  | 1.171                    | 8,83       | 133              | 38246      | 38110        |
| Montrevel                                   | 447                      | 9,37       | 48               | 38257      | 38690        |
| Pressins                                    | 1.181                    | 10,10      | 117              | 38323      | 38480        |
| Rochetoirin                                 | 1.102                    | 10,62      | 104              | 38341      | 38110        |
| Romagnieu                                   | 1.732                    | 17,11      | 101              | 38343      | 38480        |
| Saint-Albin-de-Vaulserre                    | 421                      | 4,99       | 84               | 38354      | 38480        |
| Saint-André-le-Gaz                          | 2.726                    | 8,89       | 307              | 38357      | 38490        |
| Saint-Clair-de-la-Tour                      | 3.526                    | 9,24       | 382              | 38377      | 38110        |
| Saint-Didier-de-la-Tour                     | 2.125                    | 14,63      | 145              | 38381      | 38110        |
| Saint-Jean-d’Avelanne                       | 979                      | 7,85       | 125              | 38398      | 38480        |
| Saint-Jean-de-Soudain                       | 1.698                    | 7,48       | 227              | 38401      | 38110        |
| Saint-Martin-de-Vaulserre                   | 241                      | 3,92       | 61               | 38420      | 38480        |
| Saint-Ondras                                | 661                      | 8,15       | 81               | 38434      | 38490        |
| Saint-Victor-de-Cessieu                     | 2.170                    | 12,22      | 178              | 38464      | 38110        |
| Sainte-Blandine                             | 1.020                    | 9,21       | 111              | 38369      | 38110        |
| Torchefelon                                 | 823                      | 8,68       | 95               | 38508      | 38690        |
| Val-de-Virieu                               | 1.534                    | 16,26      | 94               | 38560      | 38730        |
| Valencogne                                  | 681                      | 7,55       | 90               | 38520      | 38730        |
| Communauté de communes Les Vals du Dauphiné | 64.457                   | 347,37     | 186              | –          | –            |